# Långsjön (Tiveds socken, Västergötland)
Långsjön är en sjö i Laxå kommun i Västergötland och ingår i Motala ströms huvudavrinningsområde.